# Districtul Ichmoul
Ichmoul este un district din provincia Batna, Algeria.